# Klonoa Heroes: Densetsu no Star Medal
Klonoa Heroes (яп. ク ロ ノ ア ヒ ー ロ ー ズ ル, англ. Klonoa Heroes: Densetsu no Star Medal, Kuronoa Hiirouzu: Densetsu no Sutaa Medaru, «Klonoa Heroes: Legendary Star Medal») ー игра, разработанная Namco и выпущенная только в Японии в 2002 году. Это первая игра в серии Klonoa, объединяющая стандартные игровые элементы с ролевыми функциями.

## Сюжет
«Klonoa Heroes» — вторая по счету игра в серии, с событиями происходящими в альтернативной вселенной из других игр. Здесь Клоноа живет в своем родном городе Бризегале и ставит перед собой цель стать настоящим героем. Игра начинается с него и его друга, Чиппл, пытаясь вырвать особый цветок, Хикари-сакура (буквально «светлый сакура» или «светлый вишневый цвет») из ветки дерева. Говорят, что цветок расцветает только при особых обстоятельствах, и человеку, обладающему этим, будет предоставлена удача.
Получив «Хикари сакура», Клоноа сообщил его другу Попке, что несколько маленьких монстров поселились вокруг его города, и Клоноа мчится, чтобы отбить их. Вскоре после победы над ними Клоноа решает посетить своего друга, жрицу в обучении по имени Лоло, которая сообщает ему, что на Белл-Хилл обнаружено больше монстров, расположенных прямо по пути от святилища, в котором она учится. Послеобещающие он вернется благополучно, Клоноа пробивается к вершине холма, только чтобы быть окруженным несколькими маленькими круглыми существами под названием Муус. Именно тогда он был спасен молодым человеком на мотоцикле, который называет себя Гантз.
Вместе, Клоноа и Гантз уходят, чтобы продолжить карьеру охоты за головами, только чтобы попасть к большому броненосцу по имени Панго, эксперту по бомбе, который присоединяется к ним, потому что он хочет вылечить своего сына, Бориса, от сонной болезни. Они все узнают о заговоре, задуманном сумасшедшим по имени Гарлен, который объединил свои силы с некоторыми другими злодеями, Джокой и Джангой. Вместе Клоноа, Гантз и Панго побеждают Джангу и кладут конец его зловещим планам.

## Геймплей
Принимая уникальный поворот в обычном геймплее карманной серии игр «Клоноа», «Клоноа Герои» вместо этого полагается на игрока, перемещающего Клоноа, Гантз или Панго по экрану с точки зрения сверху вниз, заставляя их побеждать врагов и зарабатывать очки опыта в виде Осколков снов (маленькие, кристаллоподобные объекты) и золота, которые используются для валюты, по пути. Клоноа снова использует свое знакомое оружие, Кольцо ветра, но на этот раз «ветряная пуля», которую он может выстрелить из него, может быть синим или красным. Пистолеты Гантза и бомбы Панго работают одинаково. Персонажи могут приобретать различное оружие на протяжении всей игры. Аналогично, каждому врагу в игре дается цветовая близость либо синего, либо красного цвета, а Клоноа (или другие персонажи) могут нанести им больший урон, атакуя одним и тем же цветом.
Реставрационные предметы можно найти либо в сундуках, расположенных спорадически на каждом уровне, либо купленных у торговцев в городе. Эти предметы, когда используются, восстанавливают часть здоровья персонажа, а также предоставляют другие небольшие преимущества. Персонажи могут также «повышать уровень», что позволяет игроку размещать точки по своему выбору в разных статистических данных: например, сила атаки, защита и маневренность. Игрок может изменить количество очков, присваиваемых каждому статусу, в любое время (если не в разделе уровня).
Клоноа и его друзья должны путешествовать по восьми мирам, разделенным на несколько небольших уровней, называемых видениями. В конце каждого мира персонажей встречает монстры-боссы.

## Песни
Тематическая песня:
- «Знак Героя» — Кумико Ватанабэ (渡 辺 久 美 子), Канако Какино (柿 埜 嘉奈 子)

22 марта 2011 года Namco выпустила полный саундтрек к игре под названием Klonoa Heroes: Legendary Star Medal Music Collection, которая включает полную версию студийной версии, а также караоке-версию «Знака героя». Раньше фанаты могли слушать только синтезированную версию GBA с уменьшенным масштабированием. Песня, а также весь саундтрек теперь доступны на iTunes.

## Отзывы
В выпуске журнал Famitsu дал игре 31 балл из 40 возможных. Издание Games Are Fun оценило игру в 9 баллов из 10.